# 나가이 마사루
나가이 마사루(永井 大, 1978년 5월 20일 ~ )는 일본의 남배우, 가수이다.

## 개요
- 특기는 공수, 스키, 스노우보드, 농구 등.
- 현재 소속사는 케이대쉬(ケイダッシュ).

## 수상
- 공수 쇼토관류 전국대회 우승

## 작품

### 드라마
- 2019년 : 기사룡전대 류소저 - 마스터 블랙 역
- 2014년 : 군사 칸베에(軍師官兵衛, NHK 대하드라마) - 모리 부헤에 역
- 2010년 : FACE MAKER（フェイスメーカー, YTV)
- 2006년 : 7인의 여변호사(七人の女弁護士, TV-ASAHI)
- 2006년 : 그렇네요(ですよねぇ。, TBS)
- 2005년 : 귀가일기(鬼嫁日記, 후지)
- 2005년 : 꿈에서 만나요(夢で逢いましょう, TBS)
- 2004년 : 히구치 이치요이야기(?口一葉物語, TBS)
- 2004년 : 아아 탐정사무소(ああ探偵事務所, TV-ASAHI)
- 2004년 : AT HOME DAD(アットホ-ム ダッド, 후지)
- 2004년 : 순애과실(純愛果實, TX)
- 2004년 : F1그랑프리2004(F1グランプリ2004, 후지)
- 2004년 : 모래그릇(砂の器, TBS)
- 2003년 : 양키 모교로 돌아오다(ヤンキー母校に帰る, TBS)
- 2003년 : 특명계장 타다노 히토시(特命係長　只野仁, TV-ASAHI)
- 2003년 : 마루사!!(マルサ!!,후지)
- 2003년 : F1그랑프리2003(F1グランプリ2003, 후지)
- 2003년 : 미녀 혹은 야수(美女か野獸, 후지)
- 2002년 : WINNERS(TX)
- 2002년 : 체육왕국(體育王國, TBS)
- 2002년 : 투혼근육(鬪魂筋肉, TBS)
- 2002년 : 본능의 하이킥!(本能のハイキック！, 후지)
- 2002년 : 마이 리틀 쉐프(マイリトルシェフ, TBS)
- 2000년 : 미래전대 타임레인저(파워레인저 타임포스)(未来戦隊タイムレンジャ, TV-ASAHI)-아사미 타츠야/타임 레드役, 류야役(2役)

### 영화
- 2004년 : 고스트 네고시에이터(ゴ-ストネゴシエイタ-)
- 2003년 : 천사의 송곳니(天使の牙)
- 2003년 : 신 공수바보일대(新 空手バカ一代)

### V시네마
- 2001년 : 미래전대 타임레인저 vs. 고고파이브(未来戦隊タイムレンジャーVSゴーゴーファイブ)

## 음반
- Eternity